# هون اند هل
هون اند هل (به انگلیسی: Heaven & Hell) نام یک گروه موسیقی است که از همکاری چهار دوست قدیمی و اعضای گروه هوی متال بلک سبث تشکیل شده است. این چهار نفر که شامل رانی جیمز دیو، تونی آیومی، گیزر باتلر و وینی اپایس می‌شوند از ۱۹۸۰تا ۱۹۸۲ و ۱۹۹۱ تا ۱۹۹۲ در بلک سبث با هم همکاری می کرده اند. در سال ۲۰۰۶ میلادی هنگامی که این جمع چهار نفره مشغول ضبط ۳ آهنگ جدید خود برای آلبوم بلک سبث - سال‌های دیو بودند، تصمیم گرفتند تا در میان سال‌های ۲۰۰۷ و ۲۰۰۸ تور اجرای زنده‌ای را برگزار کنند. آیومی پیشنهاد تغییر نام گروه به هون اند هل را مطرح می‌کند و دلیل آن عنوان پروژه‌ای دیگری بود با نام «لد بلک سبث» که توسط آزی آزبورن اجرا می‌شد. عنوان هون اند هل، الهام گرفته شده از اولین اثر بلک سبث با خوانندگی دیو است.